# Sightseers
Sightseers (deutscher DVD-Titel: Sightseers – Killers on Tour!) ist eine britische schwarze Komödie mit Horrorelementen des Regisseurs Ben Wheatley. Die Handlung dreht sich um ein Touristenpaar, das im Wohnwagen durch England reist und dabei seine Wut über die Gesellschaft an ausgewählten Individuen auslässt. Die Hauptrollen spielen Alice Lowe und Steve Oram, die auch als Drehbuchautoren fungierten. Als ausführender Produzent trat Edgar Wright in Erscheinung. Die Erstausstrahlung erfolgte im Rahmen der Filmfestspiele von Cannes 2012.

## Handlung
Tina lebt bei ihrer Mutter Carol irgendwo in England und fristet ein Dasein als soziale Außenseiterin. Sie wird von ihrer Mutter für den Tod ihres Hundes Poppy verantwortlich gemacht. Eines Tages wird sie von ihrem Freund Chris abgeholt und die beiden begeben sich im Wohnwagen auf eine Tour Richtung Norden. Bei ihrem ersten Stopp in einem Tramway-Museum wird Chris auf einen Mann aufmerksam, der seinen Müll achtlos auf den Boden wirft. Er überfährt diesen kurzerhand und lässt Tina im Glauben, es sei ein Versehen gewesen. Auf einem Campingplatz treffen die beiden auf ein anderes Paar. Chris ist augenblicklich eifersüchtig auf den erfolgreichen Autor Ian und erschlägt ihn bei einem Morgenspaziergang mit einem Stein. Dessen nunmehr herrchenloser Hund "Banjo" wird von Tina mitgenommen und fortan "Poppy", wie ihr verstorbener Hund, genannt. Sie verlassen gemeinsam den Campingplatz. In einem Nationalpark begeht Chris vor Tinas Augen einen weiteren Mord an einem Touristen, der Tina anweist, einen Hundehaufen zu entfernen. Bei einem romantischen Dinner ist es wiederum Tina, die von einer Gruppe junger Frauen eifersüchtig gemacht wird. Sie folgt einer von ihnen ins Freie und macht sich auch zur Mörderin, indem sie sie in einen Abgrund stößt. Dies führt zu Spannungen zwischen Tina und Chris, da er kein Verständnis dafür hat, dass Tina eine unschuldige Frau umgebracht hat. Später hört das Paar im Radio, dass die Polizei die Morde untersucht. Auf einem weiteren Campingplatz trifft Chris einen Radfahrer, mit dem er sich auf Anhieb versteht. Tina wird erneut eifersüchtig. Sie steigt ins Auto und fährt wütend davon, während Chris sich hinten im Wohnwagen befindet. Scheinbar ohne Grund überfährt sie einen Jogger und freut sich über ihren „ersten gemeinsamen Mord“. Chris hingegen ist fassungslos und legitimiert seine eigenen Morde damit, dass sie ihn zum Schreiben inspiriert haben, Tina dagegen hätte einen schlechten Einfluss auf ihn. Radtourist Martin besucht die beiden bei ihrem letzten Stopp in den Bergen. Tina ist immer noch eifersüchtig und versucht, Martin zu verführen, um Chris eifersüchtig zu machen. Nachdem Chris sich weigert, Martin umzubringen, schiebt Tina dessen Minicaravan, in dem er schläft, über einen Abhang. In aussichtsloser Situation und nunmehr verliebtem Überschwang verbrennen Chris und Tina ihren Wohnwagen und beschließen, sich mit einem Sprung vom nahegelegenen Viadukt das Leben zu nehmen. Als Chris einen Schritt nach vorne macht, lässt Tina seine Hand los und bleibt stehen, während ihr Freund in den Tod stürzt.

## Produktion
Die beiden Hauptdarsteller und Drehbuchautoren Alice Lowe und Steve Oram entwickelten ihre Figuren bereits sieben Jahre zuvor, nachdem sie sich im Rahmen einer Comedy-Night getroffen hatten. Als größte Inspiration dienten dabei eigene Kindheitserinnerungen an diverse Reisen inklusive aller Vorurteile. Ein fürs Fernsehen produzierter Pitch wurde mit der Begründung abgelehnt, er sei „zu düster“. Lowe stellte den Kurzfilm daraufhin online und kontaktierte Edgar Wright, mit dem sie bereits bei Hot Fuzz zusammengearbeitet hatte. Dieser erkannte das filmische Potenzial und gab grünes Licht für einen Spielfilm. Lowe und Oram betrieben im Hinblick auf den Dreh intensive Recherche und beschäftigten sich literarisch mit verschiedenen Serienmördern. Die Dreharbeiten fanden 2011 an den Originalschauplätzen (siehe Hintergrund) statt. Regie führte Ben Wheatley, der mit Sightseers seinen dritten Langfilm realisierte.
Der prominente Executive Producer Edgar Wright ist vor allem für seine Blood-and-Ice-Cream-Trilogie (auch Three Flavours Cornetto Trilogy) bekannt. Eine Anspielung auf ebendieses filmische Dreierpack findet sich in der Szene im Tramway-Museum, als Chris’ erstes Mordopfer ein Cornetto-Eis isst und das Papier anschließend auf den Boden wirft. Ein filmisches Vorbild fand die Crew auch in der britischen Kultkomödie Withnail & I.
Die deutsche Synchronisation der Hauptrollen übernahmen Anke Engelke und Bjarne Mädel.

## Hintergrund
Im Film dienen mehrere Sehenswürdigkeiten in den Grafschaften Derbyshire, Cumbria und Yorkshire als Handlungsorte. In einem Interview mit Regisseur Ben Wheatley beschrieb Simon Brew diese als „Attraktionen, an denen man sich als Kind erfreue, die in Erwachsenenaugen aber eher zynisch wirkten“. Trotz des filmischen Inhalts gab es keinerlei Probleme mit den jeweiligen Örtlichkeiten. Die Filmcrew legte insbesondere Wert darauf, sich nicht über die Orte, sondern ausschließlich über die Charaktere lustig zu machen. Steve Oram bekannte sich zudem als großer Sightseeing-Fan.
Folgend sind sechs Sehenswürdigkeiten der geographisch authentischen Filmroute aufgelistet.
- Das Crich Tramway Village im Borough Amber Valley ist ein Themendorf, in dessen Mittelpunkt das National Tramway Museum steht. Dieses beinhaltet die größte Sammlung elektrischer Oldtimer-Straßenbahnen in Großbritannien.[5]
- Die Blue John Cavern ist eine von vier Schauhöhlen in Castleton (Derbyshire). Die Kalkhöhle wurde nach dem lokal auftretenden Mineral Blue John benannt. Diese seltene Form des Fluorit wurde bereits von den alten Römern zu Schmuckstücken verarbeitet.[6]
- Das Cumberland Pencil Museum befindet sich in Keswick (Cumbria). Eine Besonderheit des im Lake District gelegenen Städtchens ist der Graphitabbau und damit einhergehend die Bleistiftproduktion. So kann man im Museum etwa den größten und den ältesten Bleistift der Welt bestaunen.[7]
- Ebenfalls im Lake District liegt der Castlerigg Stone Circle, einer der bekanntesten Steinkreise Englands. Er wird vom National Trust betreut. An diesem Ort begeht Chris seinen dritten Mord an einem aufdringlichen Touristen.
- Der Honister Pass ist ein Gebirgspass in Cumbria und dient gegen Ende des Films als Schauplatz, wenn Chris und Tina den Wohnwagen verbrennen.
- Das in der letzten Filmszene gezeigte Ribblehead-Viadukt ist eine einspurig befahrbare Eisenbahnbrücke, die in den 1870er-Jahren erbaut wurde. Die beliebte Touristenstrecke verbindet die Städte Carlisle und Settle in North Yorkshire.[8]

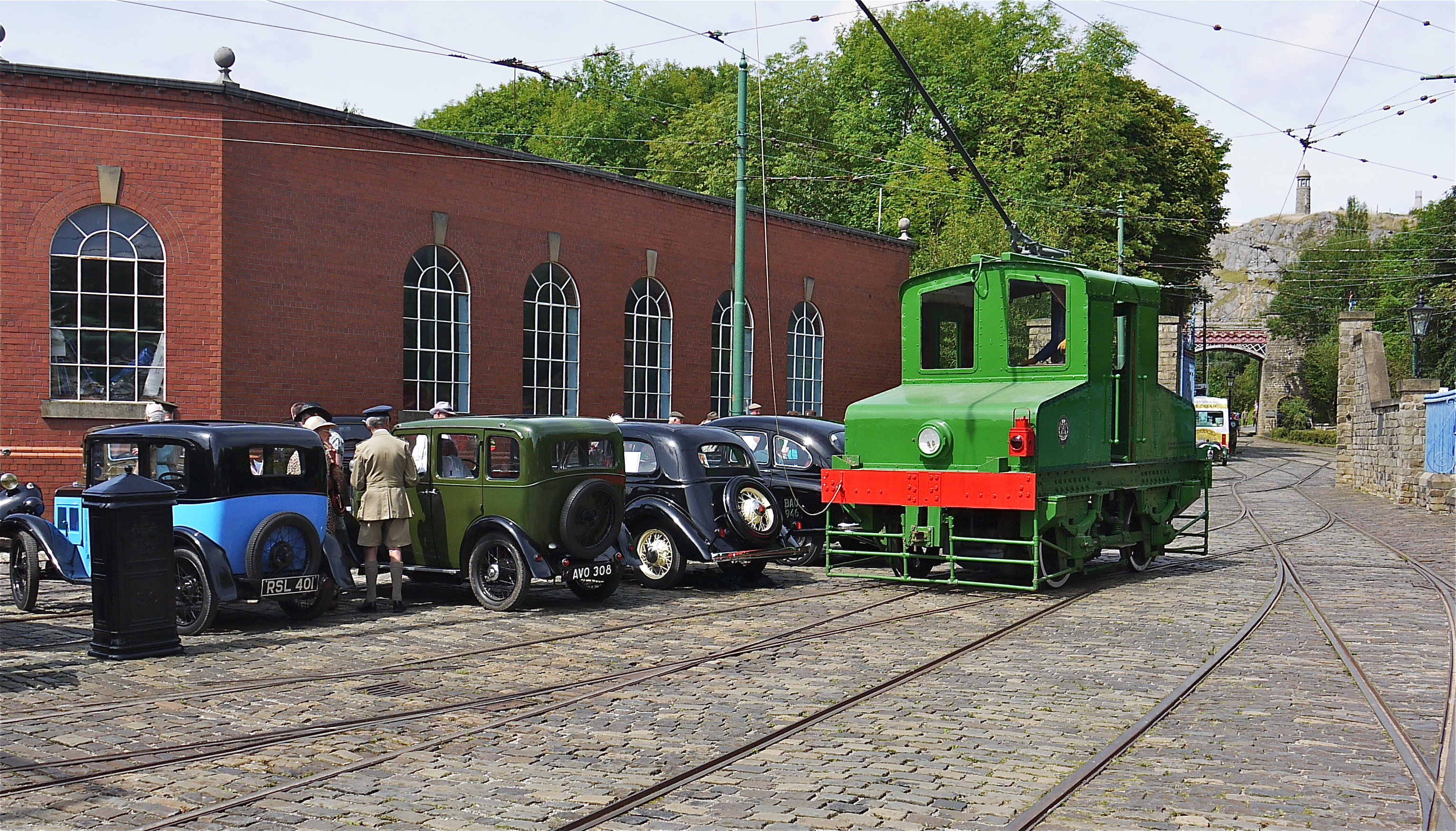
Crich Tramway Museum
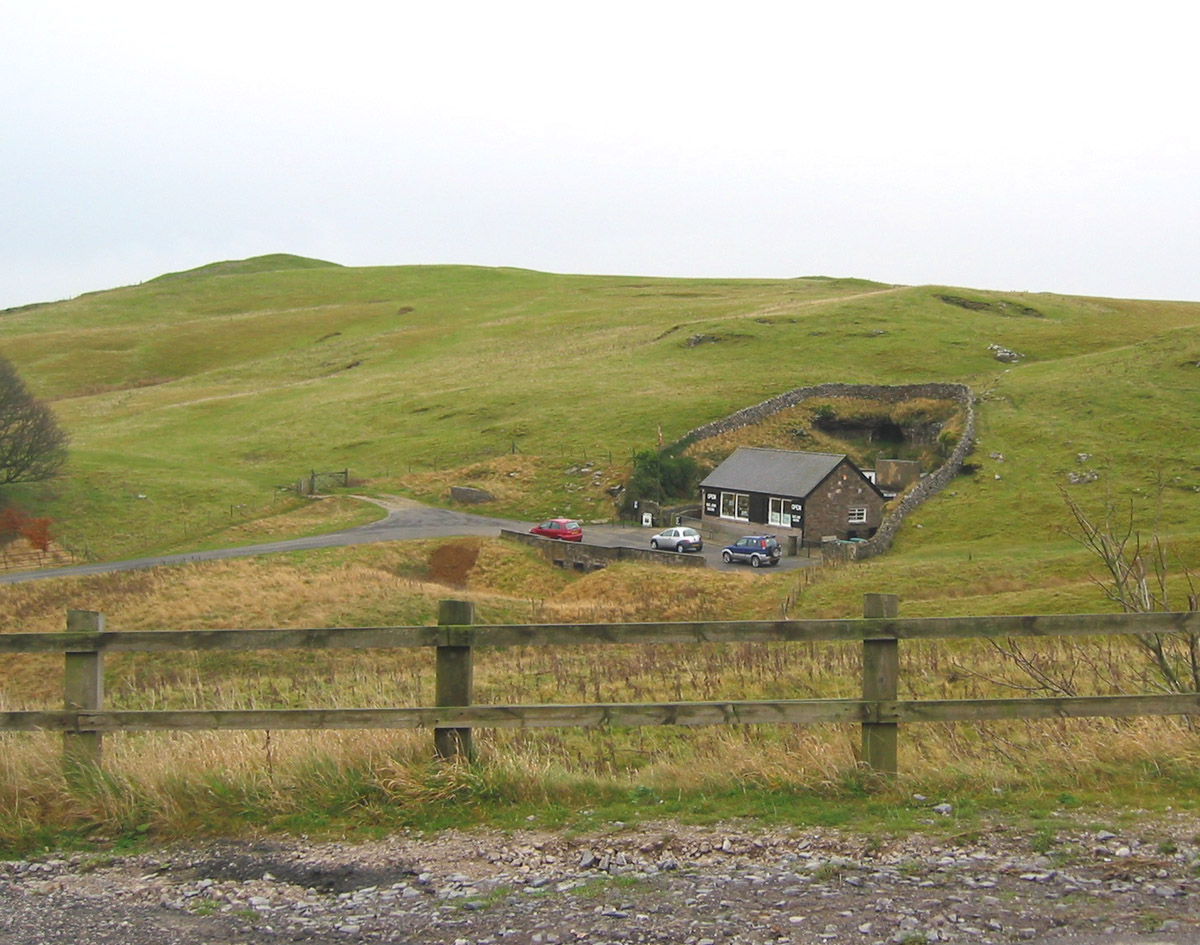
Eingang zur Blue John Cavern
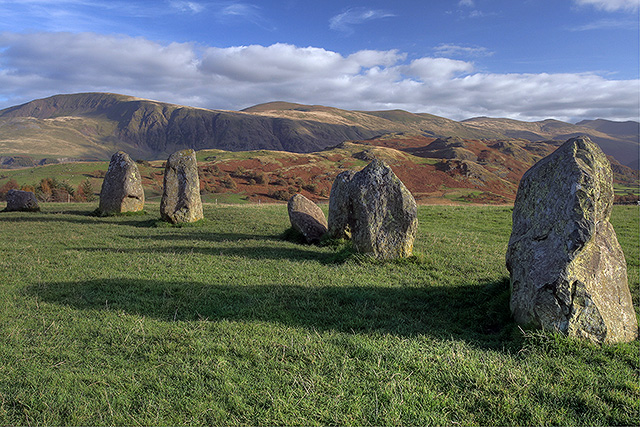
Steinkreis von Castlerigg
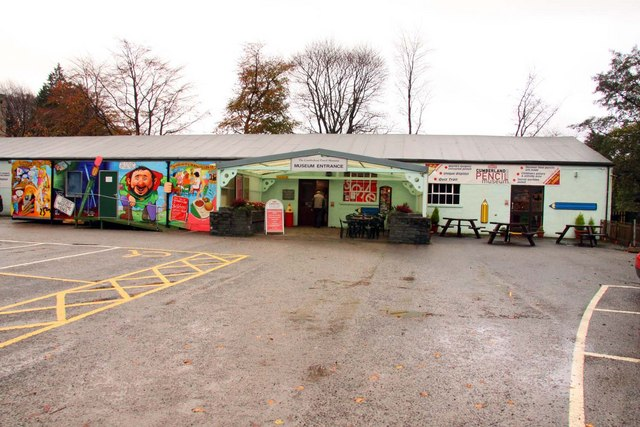
Cumberland Pencil Museum
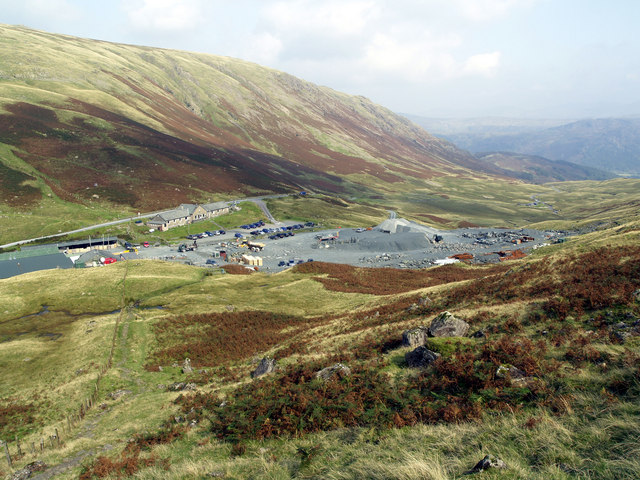
Honister Pass
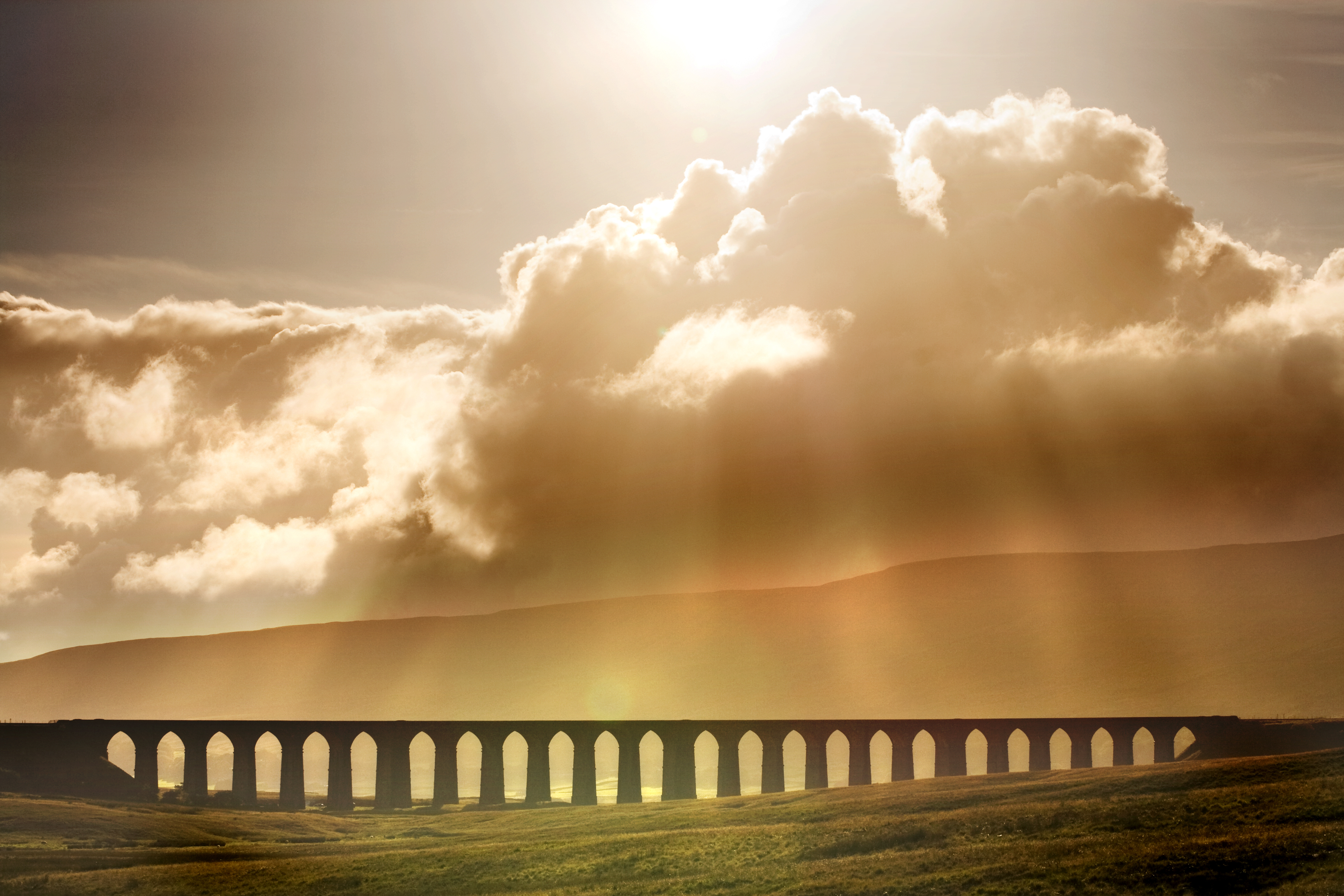
Ribblehead-Viadukt

## Rezeption
Sightseers wurde erstmals in der Director’s Fortnight im Rahmen der 65. Filmfestspiele von Cannes aufgeführt und stieß dort auf wohlwollende Kritiker. Peter Bradshaw vom Guardian empfand den Film zunächst als „unbehaglich“ und hatte das Gefühl, dass ihm in Bezug auf Charaktere und Handlung „die Ideen ausgingen“. Nachdem er ihn bei der Kinopremiere ein zweites Mal gesehen hatte, revidierte er seine Meinung jedoch und lobte insbesondere „das ungezwungene Spiel“ seiner beiden Hauptdarsteller. 
Alex Godfrey schrieb für dieselbe Zeitung, der Film wirke wie eine Mischung aus Badlands und Nuts in May, sei aber dennoch ein „beast all of its own“ und eine „fantastisch einzigartige schwarze Komödie, die mit jedem Sehen berauschender wirke“.
Einige weniger euphorische Stimmen wie etwa jene der Financial Times merkten an, dass sich „gegen Ende eine Müdigkeit einstelle, die nicht mehr vergeht“.
Sightseers wurde für mehrere Awards, hauptsächlich Indie-Preise, nominiert und konnte auch einige gewinnen. Bei den Filmfestspielen von Cannes gewann der Film den Palm Dog Award für die beste Performance eines Hundes. Die beiden Terrier Smurf und Ged teilten sich diese Auszeichnung für ihre Leistungen als Filmhund Poppy bzw. Banjo.
Alice Lowe gewann den Preis für die beste weibliche Darstellerin beim Katalanischen Festival des Fantastischen Films. Zudem war der Film für sieben BIFAs nominiert, unter anderem in den Kategorien Best British Independent Film sowie Bester Schauspieler und Beste Schauspielerin. Die Auszeichnung gab es für das Beste Drehbuch.
In der Filmdatenbank IMDb erhält der Film eine durchschnittliche Bewertung von 6,5 von 10 Punkten. Rotten Tomatoes verzeichnet einen Score von 85 %, basierend auf 109 Kritikermeinungen. Der Konsens der Seite beschreibt den Film als „bitterböses Roadmovie, das sich erfolgreich am Grat zwischen schwarzem Humor und Horror bewegt“. („a wicked road trip movie that successfully walks the line between dark comedy and horror.“)